# Вулиця Шевченка (Дунаївці)
Ву́лиця Шевче́нка — центральна вулиця міста Дунаївці, названа на честь великого українського поета і мислителя Тараса Григоровича Шевченка.
Вулиця доволі протяжна — 3,62 км. Бере свій початок від ВАТ «Дунаєвецьке підприємство сільгосптехніка» та пролягає до вулиці Ватутіна. Дунаєвецьку вулицю Шевченка перетинають вулиці Гагаріна, Партизанська та Красінських. До вулиці Шевченка прилягають: вулиці Кармелюка, Відродження, Червона, Подільська, Тімірязева, Київська, Франца Лендера, Робоча, Фабрична, Героїв АТО, Дачна, Шкільна та провулки Загородній та Декоративний.

## Транспорт
Через центральну вулицю курсують автобуси: № 1, 2 та 3 (зупинки: «Військкомат», «Кінотеатр МИР»)

## Об'єкти
На вулиці Шевченка розташовано чимало об'єктів міської інфраструктури, соціального призначення, освіти та культури:
- буд. № 50 — Управління агропромислового розвитку, Відділ освіти, Відділ культури і туризму, Управління земельних ресурсів у Дунаєвецькому районі, редакція районної газети «Дунаєвецький вісник»;
- буд. № 83 — Архівний відділ ;

- буд. № 58 — Загальноосвітня школа І—ІІІ ст., гімназія;
- буд. № 31 — Дунаєвецький районний історико-краєзнавчий музей.

Також на вулиці розташовані численні магазини, заклади харчування, аптеки тощо.
На вулиці Шевченка встановлено декілька пам'ятників:
- Пам'ятник Тарасові Шевченку — перед будівлею Дунаївецької загальноосвітньої школи І—ІІІ ст., гімназії
- Пам'ятник Зарембі Владиславу Івановичу — перед приміщенням Будинку творчості школяра
- Пам'ятна стела, на якій зображені символи Дунаївців — розташована навпроти Дунаєвецької центральної районної аптеки № 19

## Галерея

Символи Дунаївців на пам'ятній стелі
Приміщення у якому розташований Відділ освіти, Відділ культури і туризму та ін.

Загальноосвітня школа І—ІІІ ст., гімназія
Б'юст Владислава Заремби